# Silver Blaze (1977)
Silver Blaze ist ein kanadisch-britischer Fernsehfilm und eine Adaption der Detektivgeschichte Silberstern (englischer Originaltitel: The Adventure of Silver Blaze) von Arthur Conan Doyle.

## Handlung
Die Handlung entspricht der literarischen Vorlage:
Der Privatdetektiv Sherlock Holmes und sein Assistent Dr. Watson werden von Colonel Ross beauftragt, das Verschwinden seines Rennpferds Silver Blaze sowie den Mord an dessen Trainer John Straker aufklären. Silver Blaze galt als Favorit für ein in wenigen Tagen stattfindendes Rennen, den Wessex Cup.
Das Pferd wird im Stall von Silas Brown, einem der Nähe lebenden Konkurrenten von Ross, gefunden. Für Holmes ist Brown aber nicht tatverdächtig: Er glaubt, das Pferd sei selbst dorthin gelaufen, weil es in der Nacht nicht mehr nach Hause fand. Da in dieser Nacht der Hund nicht gebellt hat, als das Pferd aus dem Stall geführt wurde, glaubt Holmes, dass der Täter kein Fremder sein kann. Laut der Aussage eines Stallburschen gab es in letzter Zeit vermehrt Schafe in Colonel Ross’ Herde, die plötzlich lahmten.
In den Hinterlassenschaften von Straker findet Holmes Hinweise darauf, dass jener ein Doppelleben führte und hohe damit verbundene Ausgaben hatte. Zudem findet er ein chirurgisches Messer mit einer sehr dünnen Klinge, wie es Augenärzte verwenden. Holmes und Watson kehren zunächst nach London zurück und treffen Ross am Tag des Rennens wieder. Zu Ross’ großem Erstaunen nimmt sein Pferd am Rennen teil und gewinnt auch – dies hatte Holmes zuvor mit Brown vereinbart.
Nach dem Rennen enthüllt Holmes auch die Lösung des Todesfalls: Straker hat wegen seiner Geldschulden eine hohe Summe gegen Silver Blaze gewettet und wollte eine Sehne des Pferdes mit dem Messer so verletzen, dass es lahmt, aber von außen keine Verletzung zu erkennen ist. An den Schafen hatte er den richtigen Schnitt ausprobiert. Nachts führte er Silver Blaze auf eine Weide, wurde aber beim Versuch, das Pferd zu verletzen, durch einen Tritt von Silver Blaze selbst getötet.

## Produktion
Silver Blaze ist eine Koproduktion von Highgate Associates mit dem walisisch-englischen Sender Harlech Television (HTV, heute Teil von ITV) und dem kanadischen Sender Ontario Educational Communications Authority (OECA, heutiger Name TVOntario) innerhalb der Filmreihe Classics Dark and Dangerous. Der Film wurde in den HTV Studios in Bristol gedreht, Außenaufnahmen entstanden an der Severn Valley Railway, einer englischen Museumsbahn. Im kanadischen Fernsehen wurde Silver Blaze am 20. Januar 1977 zum ersten Mal ausgestrahlt, im britischen Fernsehen lief er am 27. November 1977.
Christopher Plummer spielte hier zum ersten Mal die Rolle des Sherlock Holmes, die er 1979 noch einmal in dem Film Mord an der Themse übernahm. Für Thorley Walters war es bereits der vierte Film in der Rolle des Dr. Watson.